# Thước đo thu nhập và sản lượng quốc gia
Các thước đo thu nhập và sản lượng quốc gia được sử dụng trong kinh tế học nhằm ước tính tổng hoạt động kinh tế ở một quốc gia hay khu vực, bao gồm: tổng sản phẩm quốc nội (GDP), tổng sản phẩm quốc dân (GNP), tổng thu nhập ròng quốc gia (NNI) và thu nhập quốc dân đã điều chỉnh (NNI được điều chỉnh cho sự cạn kiệt tài nguyên thiên nhiên - còn được gọi là NNI theo chi phí nhân tố). Tất cả những thước đo này đều đặc biệt quan trọng đối với việc tính toán tổng lượng hàng hóa và dịch vụ được sản xuất bởi các ngành (khu vực) khác nhau trong nền kinh tế. Giới hạn (của hàng hóa/dịch vụ) thường được xác định theo địa lý hoặc quốc tịch, và cũng có thể xác định thông qua tổng thu nhập của quốc gia. Đồng thời, giới hạn này hạn chế số lượng hàng hóa và dịch vụ được đo lường. Ví dụ, một số thước đo chỉ tính được hàng hóa và dịch vụ trao đổi được bằng tiền (không bao gồm trao đổi hiện vật), trong khi các thước đo khác đã có những nỗ lực bao gồm thêm trao đổi hiện vật thông qua việc áp đặt giá trị tiền tệ lên (hiện vật).